# 杜友蘭
杜友蘭（1527年—1590年），字化卿，號與斋，四川保寧府南部縣人，明朝政治人物。

## 生平
嘉靖三十一年（1552年）由府學生中式四川鄉試第三十四名舉人，會試中式第一百二十一名。年三十九歲中式嘉靖四十四年乙丑科第三甲第二百一十一名進士。大理寺观政，隆慶二年（1568年）二月授户部主事，四年二月调吏部，五年三月升员外，万历元年三月养病。四年二月復除原官，五年三月升郎中，六年二月升山西参政，十年八月升太仆寺少卿，十一年七月调应天府丞，十四年九月升南光禄寺卿，十五年十一月升南太常寺卿，听用，十八年卒。

## 家族
曾祖杜敬宗；祖杜茂，贈参政；父杜凌書，累赠参政；母宋氏，累赠淑人；繼母王氏。具慶下，妻楊氏，兄友珂，弟友桂。
子一清、一滋。